# Krzewata (stacja kolejowa)
Krzewata – dawna wąskotorowa stacja kolejowa w Krzewacie, w gminie Olszówka, w powiecie kolskim, w województwie wielkopolskim, w Polsce. Została wybudowana w 1915 roku. W 1993 roku tory zostały rozebrane.